# Amraica superans
Amraica superans  är en fjärilsart som beskrevs av Arthur Gardiner Butler 1878. Amraica superans  ingår i släktet Amraica och familjen mätare, Geometridae. Tre underarter finns listade i Catalogue of Life, Amraica superans confusa (Staudinger, 1897), Amraica superans superans (Butler, 1878) och Amraica superans taiwana (Sato, 1981).